# Кааба, Адиль
Адиль Кааба (араб. عادل كعبة‎; род. 19 мая 1971) — марокканский дзюдоист, участник летних Олимпийских игр 1996 года, серебряный призёр чемпионата Африки 1998 года.

## Спортивная биография
В 1996 году Адиль Кааба принял участие в летних Олимпийских играх в Атланте. В первом раунде соревнований в категории до 86 кг марокканский дзюдоист уступил аргентинцу Пабло Элисии и выбыл из дальнейшей борьбы.
Главным достижением в карьере Кааба стала серебряная медаль, завоёванная на чемпионате Африки 1998 года. В категории до 90 кг Адиль смог дойти до финала, где уступил спортсмену из Мавритании Жан-Клод Рафаэлю.